# Bora jezik
Bora jezik (ISO 639-3: boa), jezik Bora Indijanaca iz Perua, Brazila i Kolumbije, kojim govori ukupno oko 3 390 ljudi. Pripada jezičnoj porodici huitoto, užoj skupini boranskih jezika.
Većina govornika, njih 2 330 živi u Peru (2000) na rijekama Putumayo i Ampiyacu gdje imaju 5 sela, a ostali u Brazilu 610 (1997 ISA) između rijeka Tefé i Caiçara i duž brazilske Rio Iça. U Kolumbiji 450 (1998 ISA)na rijeci Igaraparana (pritoka Putumaya). Dijalekt: miranha (miraña, mirãnia) kojim govore Miranha Indijanci.

## Vanjske poveznice
- Ethnologue (14th)
- Ethnologue (15th)